# Eurasia (edificio)
Eurasia (del ruso: Евразия) o Stalnaya Vershina (del ruso: Стальная Вершина) es un rascacielos de 309 metros en Moscú, Rusia. Está ubicado en la parcela número 12 del Centro Internacional de Negocios de Moscú (CINM). El complejo alberga oficinas en las plantas 4 a 45, apartamentos en las plantas 48 a 66, un casino en la segunda planta, un hotel y otros espacios recreativos (como un gimnasio en la planta 47). La construcción dio comienzo el 2006 y la estructura se completó en el año 2014. Se inauguró en 2015. El edificio está diseñado como si fueran dos rascacielos en dos tramos: el primero de 30 plantas y el segundo de 37. Junto con los grandes espacios creados para uso de oficinas y residencial, el edificio posee un aparcamiento con 1 000 plazas. 
El diseño exterior del edificio combina estilos clásicos y modernistas. El edificio contará con un ascensor panorámico.

## Galería

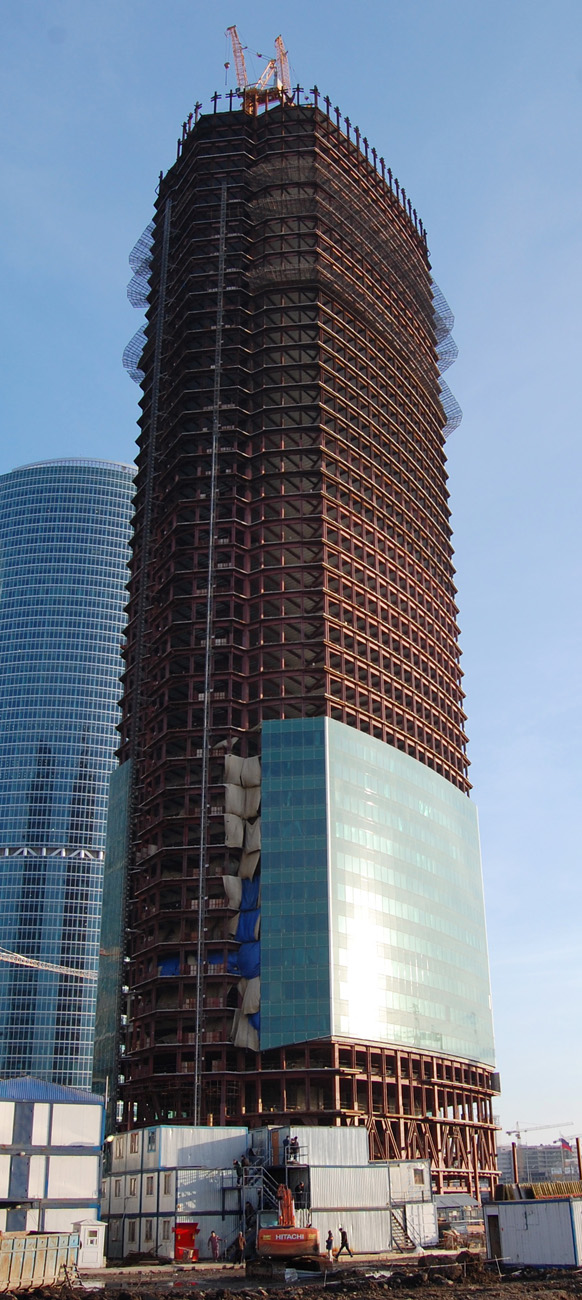
Marzo de 2010
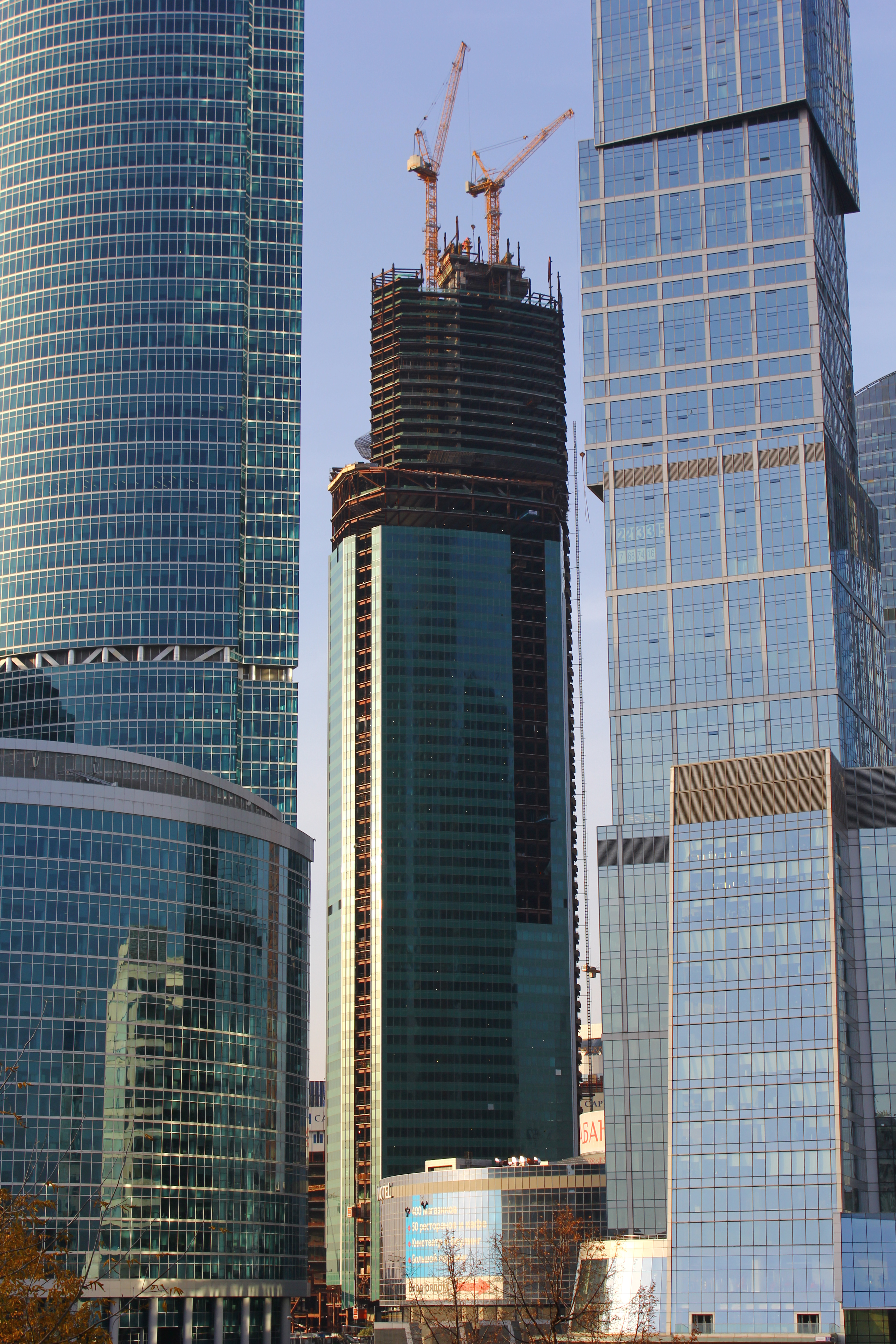
Octubre de 2012
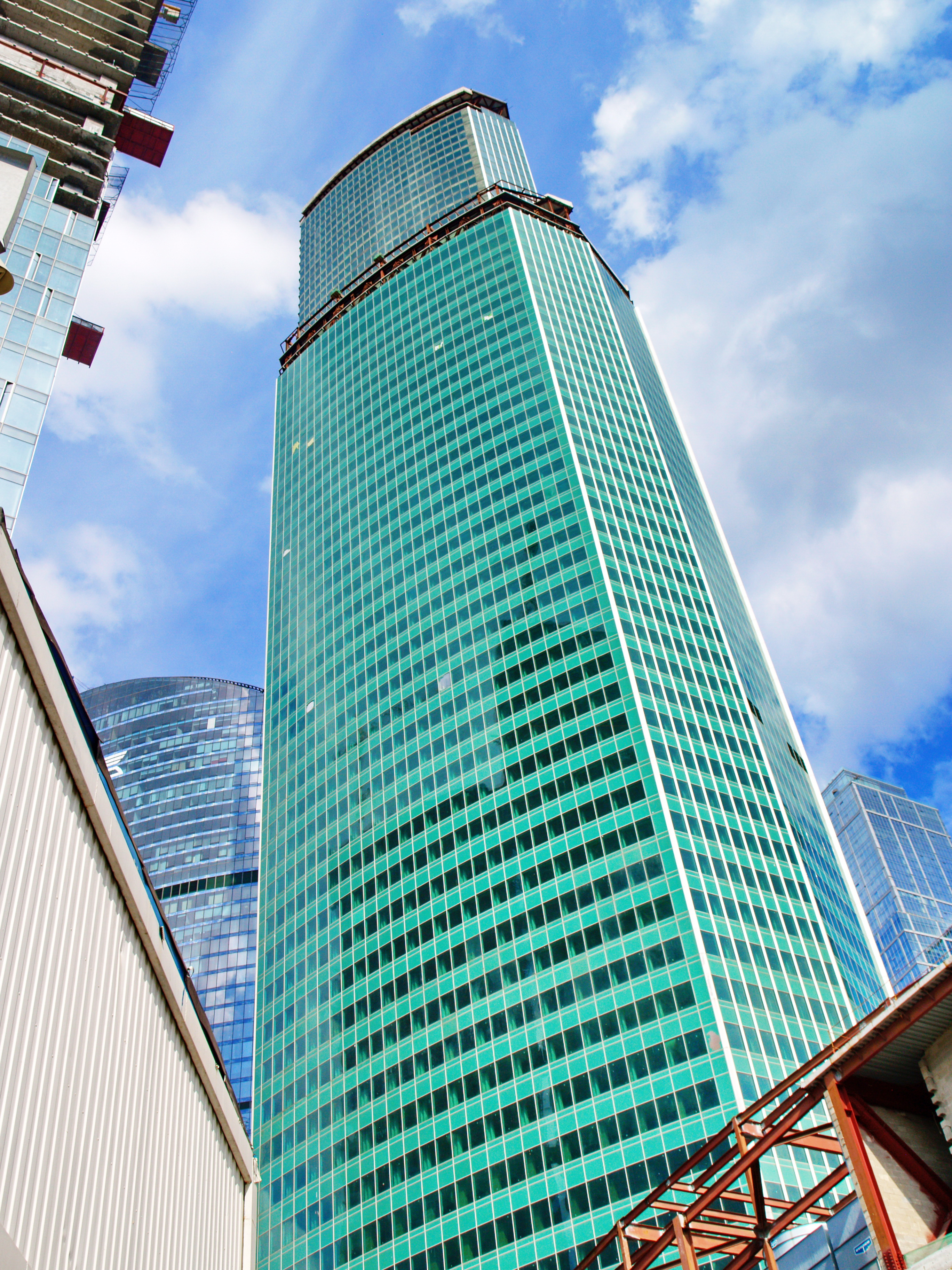
Julio de 2013
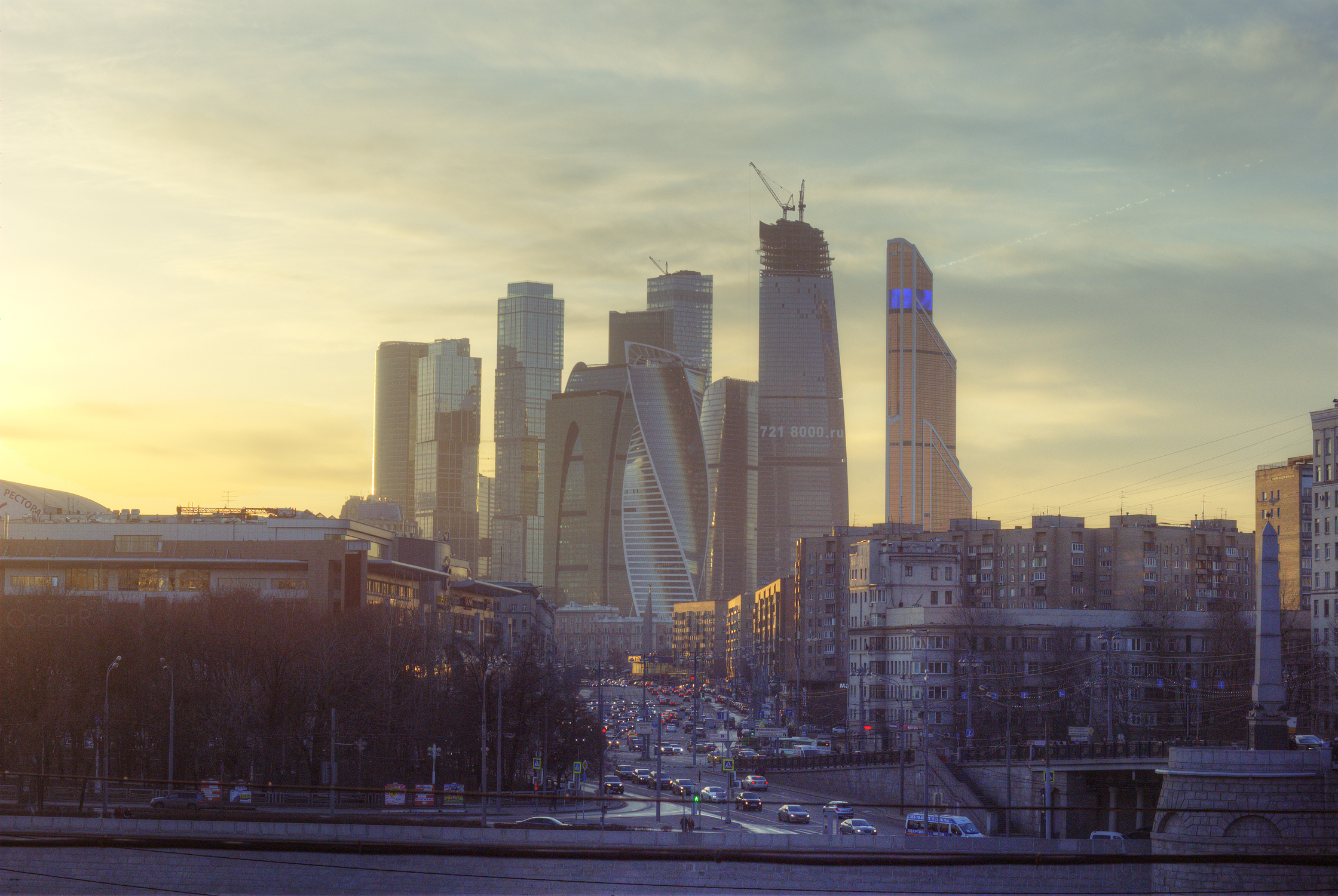
International Business Center en 2015